# 2006년 UEFA 인터토토컵
2006년 UEFA 인터토토컵은 대회 방식에 중요한 변화가 있은 뒤의 첫 번째 대회이다. 2005년 대회까지 3회전 이후 준결승, 결승까지 다섯 번의 경기를 치렀던 것과 달리 3회전으로 줄였다. 이전 대회에서는 세 팀이 1회전에 진출하였는데, 이번 대회부터는 11개 팀이 2차 예선전에 진출하게 된다. 또한 전체 우승 팀을 결정하게 되는데, 이는 11개 팀 가운데 UEFA컵 성적이 가장 좋은 팀에게 돌아가게 된다. 이번 대회의 전체 우승 팀은 뉴캐슬 유나이티드이다.

## 1회전
1차전은 6월 17일과 6월 18일에 열리고, 2차전은 6월 24일과 6월 25일에 열린다.
| 팀 1                | 합계             | 팀 2             | 1차전            | 2차전            |
| 남부-지중해 지역    | 남부-지중해 지역 | 남부-지중해 지역 | 남부-지중해 지역 | 남부-지중해 지역 |
| ------------------- | ---------------- | ---------------- | ---------------- | ---------------- |
| 포베다              | 2-4              | 파룰 콘스탄차    | 2-2              | 0-2              |
| 산줄리아            | 0-8              | 마리보르         | 0-3              | 0-5              |
| 에트니코스 아크나   | 5-4              | 파르티자니       | 4-2              | 1-2              |
| 즈린스키 모스타르   | 4-1              | 마르사실로크     | 3-0              | 1-1              |
| 중앙-동부 지역      |                  |                  |                  |                  |
| 킬리키아 예레반     | 1-8              | 디나모 트빌리시  | 1-5              | 0-3              |
| 샤흐타르            | 4-6              | MTZ 리포         | 1-5              | 3-1              |
| 니트라              | 12-2             | 그레벤마허       | 6-2              | 6-0              |
| MKT 아라즈 이미슐리 | 1-2              | FC 티라스폴      | 1-0              | 0-2              |
| 북부 지역           |                  |                  |                  |                  |
| 케플라비크          | 4-1              | 던개넌 스위프츠  | 4-1              | 0-0              |
| 디나부르그          | 2-1              | HB               | 1-1              | 1-0              |
| 탐페레 유나이티드   | 8-1              | 카마던 타운      | 5-0              | 3-1              |
| 나르바 트란스       | 1-8              | 칼마르           | 1-6              | 0-2              |
| 베트라              | 0-5              | 셸번             | 0-1              | 0-4              |

## 2회전
1차전은 7월 1일과 7월 2일에 열리고, 2차전은 7월 8일과 7월 9일에 열린다.
| 팀 1                   | 합계             | 팀 2                          | 1차전            | 2차전            |
| 남부-지중해 지역       | 남부-지중해 지역 | 남부-지중해 지역              | 남부-지중해 지역 | 남부-지중해 지역 |
| ---------------------- | ---------------- | ----------------------------- | ---------------- | ---------------- |
| 쇼프론                 | 3-4              | 카이세리스포르                | 3-3              | 0-1              |
| 파룰 콘스탄차          | 3-2              | 로코모티브 플로브디프         | 2-1              | 1-1              |
| 제타1                  | 1-4              | 마리보르                      | 1-22             | 0-2              |
| 마카비 페타티크바      | 4-2              | 즈린스키 모스타르             | 1-13             | 3-1              |
| 오시예크               | 2-2(a)           | 에트니코스 아크나             | 2-2              | 0-0              |
| 중앙-동부 지역         |                  |                               |                  |                  |
| 그라스호퍼 클럽 취리히 | 4-0              | 테플리체                      | 2-0              | 2-0              |
| 니트라                 | 2-3              | 드니프로 드니프로페트로우스크 | 2-1              | 0-2              |
| 리트                   | 4-1              | 디나모 트빌리시               | 3-1              | 1-0              |
| 티라스폴               | 4-1              | 레흐 포즈난                   | 1-0              | 3-1              |
| 모스크바               | 3-0              | MTZ 리포                      | 2-0              | 1-0              |
| 북부 지역              |                  |                               |                  |                  |
| 하이버니언             | 8-0              | 디나부르그                    | 5-0              | 3-0              |
| 오덴세                 | 3-1              | 셸번                          | 3-0              | 0-1              |
| 릴레스트룀             | 6-3              | 케플라비크                    | 4-1              | 2-2              |
| 탐페레 유나이티드      | 3-5              | 칼마르                        | 1-2              | 2-3              |

1 FK 제타는 이번 시즌의 UEFA 대회를 2005-06시즌의 세르비아 몬테네그로 협회의 회원국으로 출전하였으나 이 경기가 열리기 전에 벌써 몬테네그로 축구 협회의 회원국이 되었다.

2 이 경기는 베오그라드의 파르티잔 경기장에서 열렸다. (제타의 홈 경기장이 UEFA 기준에 맞지 않음)

3 이 경기는 이스라엘의 헤르츨리야에서 열렸다. 이 당시 마카비 페타티크바의 홈 경기장이 보수 중이었다.

## 3회전
1차전은 7월 15일에 열리고, 2차전은 7월 22일에 열린다.
| 팀 1                   | 합계             | 팀 2                          | 1차전            | 2차전            |
| 남부-지중해 지역       | 남부-지중해 지역 | 남부-지중해 지역              | 남부-지중해 지역 | 남부-지중해 지역 |
| ---------------------- | ---------------- | ----------------------------- | ---------------- | ---------------- |
| 오세르1                | 4-2              | 파룰 콘스탄차                 | 4-1              | 0-1              |
| 라리사                 | 0-2              | 카이세리스포르                | 0-0              | 0-2              |
| 비야레알               | 2-3              | 마리보르                      | 1-2              | 1-1              |
| 마카비 페타티크바      | 3-4              | 에트니코스 아크나             | 0-2              | 3-2              |
| 중앙-동부 지역         |                  |                               |                  |                  |
| 그라스호퍼 클럽 취리히 | 3-2              | 겐트                          | 2-1              | 1-1              |
| 마르세유               | (a)2-2           | 드니프로 드니프로페트로우스크 | 0-0              | 2-2              |
| 헤르타 베를린          | 2-0              | 모스크바                      | 0-0^             | 2-0              |
| 리트                   | 4-2              | 티라스폴                      | 3-1              | 1-1              |
| 북부 지역              |                  |                               |                  |                  |
| 뉴캐슬 유나이티드      | 4-1              | 릴레스트룀                    | 1-1              | 3-0              |
| 칼마르                 | 2-3              | 트벤터                        | 1-0              | 1-3              |
| 오덴세                 | (a)2-2           | 하이버니언                    | 1-0              | 1-2              |

^ 7월 16일에 열림

1 UEFA의 자문 끝에, 이탈리아 진출팀이던 팔레르모는 2006년 6월 6일에 이탈리아 축구 협회에 의해 기권되었다. 이탈리아 세리에 A의 승부조작 스캔들에 연루되어 2005-06시즌의 순위가 인터토토컵에 공식적으로 진출할 수 있는지 확신하지 못하였기 때문이다. 그래서 프랑스 클럽인 오세르가 팔레르모 대신 참가하였다.

## 같이 보기
- 2006-07년 UEFA 챔피언스리그
- 2006-07년 UEFA컵